# 松山街道 (霞浦县)
松山街道，是中华人民共和国福建省宁德市霞浦县下辖的一个街道办事处，是霞浦县经济开发区、工业区及县医院所在地。

## 历史沿革
2020年6月，松港街道析出8个行政村置松山街道。析置街道后，松港街道和松山街道以体育北路为界，体育北路以北为松港街道辖域，体育北路以南为松山街道辖域，同时，沙江镇划出古县、沙塘里、沙塘街、大墓里四个行政村归松山街道管辖，2021年底设立福海、旺海、宁海、靖海四个社区居民委员会。

## 行政区划
松山街道现共辖有16个村级行政区划：
福海社区、旺海社区、宁海社区、靖海社区、松农村、松渔村、北岐村、塔下村、沙头村、小沙村、大沙村、长沙村、古县村、沙塘里村、沙塘街村和大墓里村。

## 交通
- 沈海高速霞浦出口
- 228国道东冲路起点、 201省道南段起点均在松山街道